# Исиме
Исиме (итал. Issime) је насеље у Италији у округу Долина Аосте, региону Долина Аосте.
Према процени из 2011. у насељу је живело 143 становника. Насеље се налази на надморској висини од 958 м.

## Становништво
| 1951. | 1961. | 1971. | 1981. | 1991. | 2001. | 2011. |
| ----- | ----- | ----- | ----- | ----- | ----- | ----- |
| 496   | 497   | 395   | 394   | 373   | 403   | 422   |